# Callionymus sagitta
Callionymus sagitta — риба родини піскаркових. Поширені в Індо-Вест-Пацифіці від Аравії до Філіппін. Також живе в дельті Меконгу у В'єтнамі та, можливо, у Камбоджі.